# Александар Петровић Пикавац
Александар Петровић—Пикавац (Рача, 8. септембар 1914 — Суботица 31. јул 1987) био је југословенски и српски фудбалер и фудбалски тренер. Почео је да игра фудбал 1930. године у Палилулцу из Београда.
За Б-е репрезентацију одиграо је три утакмице, а за А-тим девет, прву 22. маја 1938, а последњу 22. септембра 1940, за Краљевину Југославије и дао четири гола.
 Дрес репрезентације Београда облачио је 14 пута.
Играч навалног трија београдске СК Југославије који се прославио последњих година пред други светски рат 1941, био је веома популаран код љубитеља фудбала у Београду. На утакмици против Италије 1939. у Београду навијачи су громогласно скандирали: – „Бољи Аца нег’ Меаца!“
Када је  „окачио копачке о клин”  1950. године посветио се тренерском послу. Највећи успех постигао је као тренер Црвенке, с којом је 1970. ушао у Прву лигу Југославије.
Након што се повукао из фудбала, наставио је да живи у Суботици где је 31. јула 1987. године умро у 72. години.

## Клупска каријера
Био је део чувене навале СК Југославије и постао је познат у годинама пре прекида лиге због Другог светског рата. Памти се и као одличан нападач, са 51 постигнутим голом, шести је на листи најбољих голгетера предратних шампионата.
Рођен у Рачи Крагујевачкој, предграђу Крагујевца, још као млад дошао у Београд, где је играо за неколико клубова. Почео је да игра за Палилулац, између 1930. и 1932. године, а касније у Чукаричком, до 1936. године, када се преселио у један од највећих клубова у земљи, СК Југославија. У СК Југославији игра до 1943. године, и поста је један од највећих идола навијача. То су му биле најбоље године у којима је постао и члан националне репрезентације. До прекида у каријери дошлоје несретном озледом мениска која га одваја од фудбалског терена три године! Никада се није потпуно опоравио, упркос томе што се вратио и одиграо четири сезоне за Војводину  из Новог Сада, између 1945. и 1949. године, и једну сезону за Жељезничар из Сарајева, где је упркос тешкоћама, и својим годинама, успео да постигне 8 голова у 14 мечева.

## Репрезентација
Одиграо је девет утакмица за репрезентацију Југославије и постигао пет голова. Дебитовао је 22. маја 1938. Југославија против Италије у Ђенови, 0-4 пораз, а његов завршни меч био је 22. септембра 1940. у Београду Југославија против Румуније, такође пораз, овај пут за 1-2.
Био је учесник чувене утакмице Југославија — Енглеска 2:1 (1:0) одиграна 18. маја 1939. године у Београду.
Био је члан екипе која је освојила сребрну медаљу на летњим олимпијским играма одржаним у Лондону 1948. године.
Репрезентација Југославије је на овом турниру одиграла укупно четири утакмице, од којих је три победила и доживела један пораз. Постигла је укупно 13 голова а примила 6.
Најбољи стрелац у репрезентацији на овом турниру је био Стјепан Бобек са 4 постигнута гола.
Утакмице репрезентације Југославије у којима је наступао:
| Датум      | Домаћин     | Резултат  | Гост         | Гол |
| 22.05.1938 | Италија     | 4:0 (2:0) | Југославија  |     |
| 29.05.1938 | Белгија     | 2:2 (1:1) | Југославија  | Гол |
| 28.05.1938 | Југославија | 1:3 (0:2) | Чехословачка |     |
| 06.09.1938 | Југославија | 1:1 (1:0) | Румунија     | Гол |
| 26.02.1939 | Трећи рајх  | 3:2 (1:2) | Југославија  | Гол |
| 18.05.1939 | Југославија | 2:1 (1:0) | Енглеска     |     |
| 04.06.1939 | Југославија | 1:2 (0:1) | Италија      | Гол |
| 31.03.1940 | Румунија    | 3:3 (2:2) | Југославија  |     |
| 22.09.1940 | Југославија | 1:2 (1:1) | Румунија     | Гол |

| четвртак 18. маја 1939. Међудржавна утакмица на стадиону БСК—а гледалаца 30.000, Време идеално за игру, сунце доста јако у првом полувремену, док у у другом полувремену било мало облака Судија : Калдевил (Француска), Аутсудије: Ксифандо и Скорцони |
| --- |

## Тренерска каријера
По завршетку своје каријере, као играч, тренирао је бројне југословенске клубове као што су:
НК Јесенице из Словеније, Пролетер из Зрењанина, Жељезничар из Сарајева, РФК Нови Сад из Новога Сада,
Раднички из Ниша, Звезда из Суботице и Црвенку из Црвенке.
Највећи успех је увођење 1970. године Црвенке, релативно малог српског клуба из Црвенке, у Прву лигу Југославије.